# Borboropactus bituberculatus
Borboropactus bituberculatus es una especie de araña cangrejo del género Borboropactus, familia Thomisidae. Fue descrita científicamente por Simon en 1884.

## Distribución
Esta especie se encuentra en India (islas Nicobar), China (Hainan), Indonesia (Molucas, Nueva Guinea) y Papua Nueva Guinea.